# Gyula Tóth (zapaśnik)
Gyula Tóth (ur. 16 kwietnia 1927 w Salgótarján, zm. 18 marca 2001 w Budapeszcie) – węgierski zapaśnik walczący w obu stylach. Dwukrotny olimpijczyk. Brązowy medalista z Melbourne 1956 w stylu klasycznym i czwarty w stylu wolnym; dwudziesty w Rzymie 1960 w stylu wolnym. Walczył w kategorii 67 kg.
Brązowy medalista mistrzostw świata w 1958; czwarty w 1957 i 1959 roku.
- Turniej w Melbourne 1956 - styl klasyczny

Pokonał Dumitru Gheorghe z Rumunii, Władimira Rosina z ZSRR i Bartla Brötznera z Austrii, a przegrał z Rıza Doğanem z Turcji i Kyösti Lehtonenem z Finlandii.
- Turniej w Melbourne 1956 - styl wolny

Pokonał Juana Rolóna z Argentyny, Alimbiega Biestajewa z ZSRR i Thomasa Evansa z USA, a przegrał z Emamem Habibim z Iranu.
- Turniej w Rzymie 1960

Przegrał z Kazuo Abe z Japonii i Wołodymyrem Syniawskim z ZSRR.